# Obolonsko–Teremkivska
La línea Obolonsko–Teremkivska (en ucraniano: Оболонсько-Теремківська лінія, romanizado: Obolons'ko-Teremkivs'ka liniia), es la segunda línea del Metro de Kiev, que se abrió por primera vez en 1976. Como las estaciones actuales se construyeron en los años 70 y 80, arquitectónicamente, la línea muestra algunos de los mejores ejemplos de características arquitectónicas soviéticas. Generalmente es de color azul en los mapas.
- Datos: Q2204296
- Multimedia: Obolonsko-Teremkivska Line / Q2204296